# 波士顿美术馆站
波士顿美术馆站（英語：Museum of Fine Arts station）以毗邻车站的波士頓美術館命名，是波士顿轻轨绿线地面车站。车站步行范围内有东北大学校园、溫特沃斯理工學院校园及伊莎貝拉嘉納藝術博物館，是一座无障碍乘车车站。

## 历史

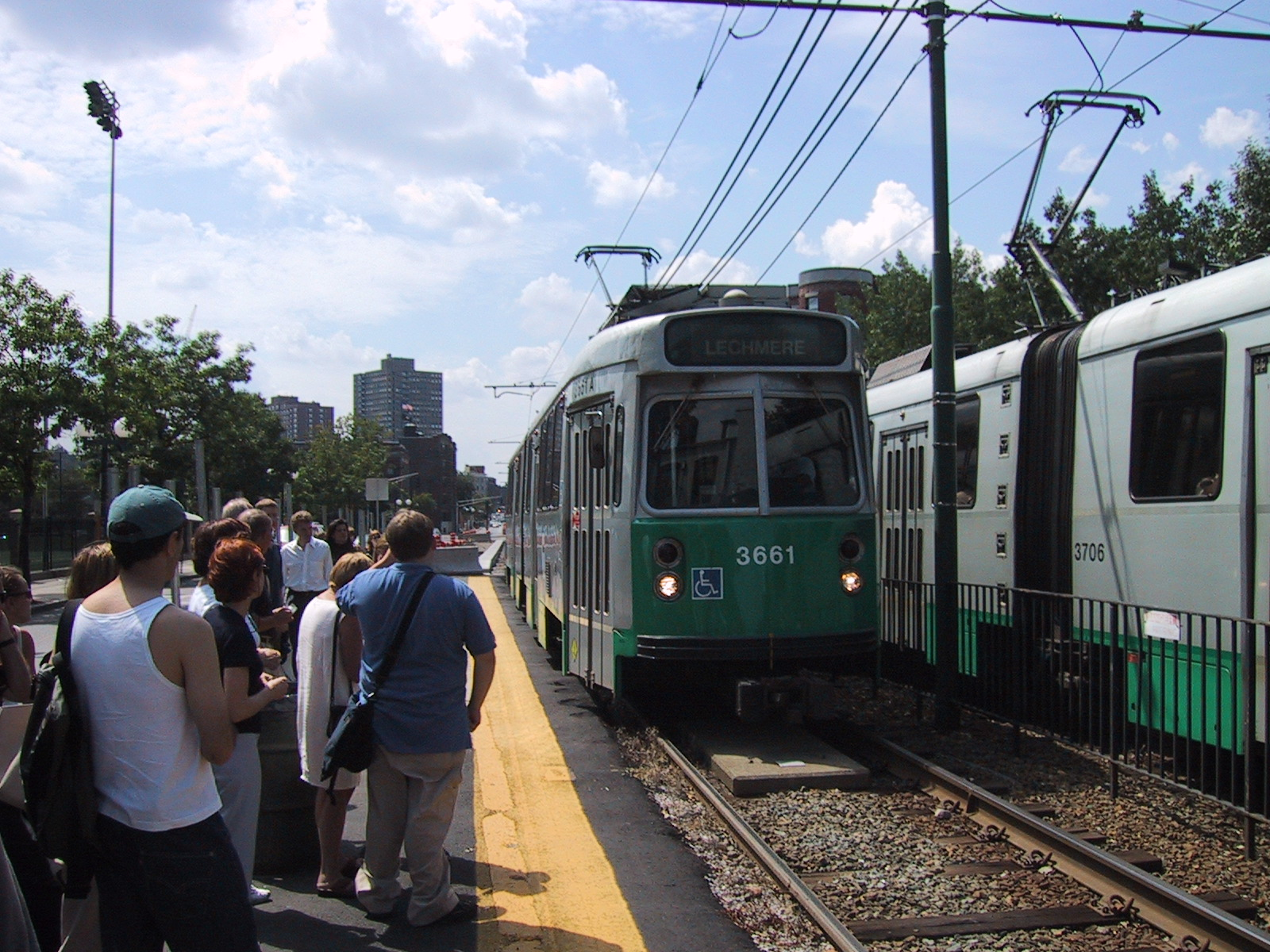
2001年车站重建时使用的临时车站

1941年2月16日，随着科普利站至东北大学的亨廷顿大道隧道的建成，有轨电车绿线E支线正式开通。隧道建成之前，有轨电车需要行驶至博伊尔斯顿街隧道入口再开往公园街。
车站建成初期叫做拉格尔斯街站或拉格尔斯街-博物馆站。然而1987年临近的橙线地铁站拉格尔斯站开放后，为避免混淆，车站更名为博物馆站。90年代后，车站更名为波士顿美术馆站。
2003年1月13日，绿线E支线升级改造工程竣工，车站升级为无障碍乘车车站。

## 车站结构
| G 街道/站台层 | 侧式站台，右侧开门 | 侧式站台，右侧开门      |
| G 街道/站台层 | 出城               | 往希思街 （长木医学区） |
| G 街道/站台层 | 入城               | 往莱希米尔 （东北大学） |
| G 街道/站台层 | 侧式站台，右侧开门 |                         |

## 巴士换乘
波士顿美术馆站是亨廷顿大道上的主要公交换乘站，在此可换乘前往芬威球场和拉格尔斯的公交车。
- CT2（英语：List of MBTA bus routes）：沙利文广场站 - 肯德尔／麻省理工学院站 - 拉格尔斯站（英语：Ruggles (MBTA station)）
- CT3（英语：List of MBTA bus routes）：贝斯以色列女执事医疗中心 - 波士顿大学医疗中心（英语：Boston University Medical Center） - 安德鲁站
- 8（英语：List of MBTA bus routes）：海港点（英语：Harbor Point (Boston)）/麻州大學波士頓分校 - 波士顿大学医疗中心（英语：Boston University Medical Center） - 达德利广场站（英语：Dudley (MBTA station)） - 肯莫尔站
- 19（英语：List of MBTA bus routes）：菲尔兹角站 - 格罗夫大厅 - 达德利广场站（英语：Dudley (MBTA station)） - 拉格尔斯站（英语：Ruggles (MBTA station)）或肯莫尔站
- 39（英语：List of MBTA bus routes）：森林山站 - 亨廷顿大道 - 後灣站
- 47（英语：List of MBTA bus routes）：中央广场 - 波士顿大学医疗中心（英语：Boston University Medical Center） - 长木医学区 - 达德利广场站 - 百老汇站